# Sacelario
El Sacelario (en griego: σακελλάριος, Sakellarios; en latín: sacellarius) era un oficial del Imperio bizantino con funciones administrativas y financieras. Esta función administrativa surgió en el siglo VII debido al colapso de la administración central de los órganos financieros anteriores, como el Conde de la Sagrada Dádiva o el Comes (comes rerum privatum). 
El título de sakellarios fue usado en el Imperio bizantino con diferentes funciones y permanece todavía en uso en la Iglesia ortodoxa. Debido al constante déficit presupuestario de los ingresos procedentes de los departamentos de impuestos (sekreton o logothésion), hubo en este periodo una intensa búsqueda de un sakellarios. El puesto que cobró notable importancia en el siglo VII, juntamente con un grupo de secretarios (notarios) que controlaron la administración imperial hasta el siglo XII. La última referencia a este cargo data de 1196, cuando fueron sustituidos por el megas logariastés durante las reformas realizadas por el emperador Alejo I Comneno.

## Administración civil
El primer sakellarios conocido fue un cierto Pablo, un liberto nombrado por el emperador Zenón (r. 474-491). Se supone que los sakellarios generalmente encabezaron un sakellion (o sakella, sakellē), un término que aparece en las primeras fuentes bizantinas con el sentido de "tesorería", específicamente de dinero en efectivo, en contraposición a la vestiarion que se relacionaba con los bienes. A pesar del origen del término, los sakellarioi del período bizantino temprano (siglos V al VII) no estaban asociados directamente a las cuestiones financieras. Más bien parecían relacionados con la alcoba imperial (koiton), con títulos de la corte como spatharios o koubikoularios, mientras que algunos titulares del cargo se encargaron de tareas claramente no financieras: el emperador Heraclio (r. 610-641) designó al sakellarios Teodoro Trithyrius para comandar la lucha contra los árabes. Asimismo, otro sakellarios condujo el examen a Máximo el Confesor durante el reinado de Constante II (r. 641-668). Solamente en el siglo VIII serían mencionados como tesoreros.
En el momento del Taktikon Uspensky de c. 843, el sakellarios se había convertido en contralor general de la oficina fiscal (la sekreta), con notarios que le informaban en cada departamento. El jefe real del departamento del sakellion a partir de este período se convirtió en el chartoularios tou sakelliou.
El puesto continuó por lo menos hasta 1196, aunque puede haber estado incluida por un tiempo en la de megas logariastes en el reinado de Alejo I Comneno (r. 1081-1118). Desde finales del siglo xi se le agregó el prefijo megas.

## Administración eclesiástica
Imitando la práctica de la corte imperial, el Patriarcado de Constantinopla poseía su propio sakellion. Al igual que su contraparte secular, los sakellarios patriarcales perdieron su función como tesoreros a finales del siglo xi, haciéndose cargo de la supervisión de las donaciones a la administración de los monasterios de Constantinopla. Al mismo tiempo, también adquirió el prefijo megas y reemplazó al de megas skeuophylax como segundo funcionario más importante del patriarcado. En el siglo XIII, la institución de megas sakellarios se replicó también en las sedes provinciales.